# Dickson Experimental Sound Film
Dickson Experimental Sound Film è un cortometraggio del 1895 diretto da William K.L. Dickson; si tratta del primo cortometraggio con sonoro registrato dal vivo, ed è il primo esempio di film girato eccezionalmente per kinetofono, un dispositivo sviluppato da Thomas Edison e Dickson. Questo nuovo sistema consisteva nell'integrare il kinetoscopio con un cilindro che emetteva suoni. Nel 2003 fu scelto per essere conservato nel National Film Registry della Biblioteca del Congresso degli Stati Uniti.

## Trama
Il film vede lo stesso Dickson suonare il violino accanto a un corno per cilindro fonografico mentre due uomini danzano.

## Produzione
Venne realizzato probabilmente tra settembre 1894 e il 2 aprile 1895 dalla Edison Manufacturing Company,  Il film fu girato al Black Maria, uno studio cinematografico della Edison nel New Jersey.
Il 7 settembre 2004 fu incluso nella raccolta DVD More Treasures from American Film Archives (uscita solo nell'America del Nord).

## Restauro
Una stampa muta in nitrato da 35 mm del film, lunga esattamente quaranta piedi, fu acquistata dal Museum of Modern Art e trasferita in pellicola di sicurezza nel 1942. La Thomas A. Edison, Inc. donò il laboratorio Edison al U.S. National Park Service nel 1956. La colonna sonora fu riscoperta all'Edison National Historic Site nei primi anni sessanta, quando un cilindro fonografico in una scatola di metallo con l'etichetta "Dickson—Violin by W.K.L. Dixon with Kineto" fu trovato nella stanza della musica del laboratorio. Nel 1964 i ricercatori aprirono il contenitore solo per scoprire che il cilindro era spezzato in due; quello stesso anno, inoltre, tutte le pellicole in nitrato rimanenti presso l'impianto furono spostate alla Biblioteca del Congresso per la conservazione. Tra le pellicole c'era una stampa che la biblioteca catalogò come "Dickson Violin". Secondo Patrick Loughney, curatore di film e TV della biblioteca, la stampa era lunga "trentanove piedi e quattordici fotogrammi".
Il collegamento tra pellicola e cilindro non fu eseguito fino al 1998, quando Loughney e il curatore delle registrazioni sonore dell'Edison NHS Jerry Fabris organizzarono la riparazione del cilindro e il recupero del suo contenuto al Rodgers and Hammerstein Archive of Recorded Sound di New York. Fu creato un nuovo master a bobina aperta, consentendo la riproduzione ad alta fedeltà su un DAT. Poiché la biblioteca non era attrezzata per sincronizzare la colonna sonora recuperata con la pellicola, il produttore e specialista di restauro Rick Schmidlin suggerì di coinvolgere nel progetto il pluripremiato montatore Walter Murch (i due avevano lavorato insieme al restauro del 1998 de L'infernale Quinlan). A Murch fu dato il breve pezzo di pellicola e i due minuti di suono recuperati dal cilindro con cui lavorare. Convertendo digitalmente la pellicola e unendola al suono su un sistema Avid, Murch sincronizzò gli elementi visivi e sonori. Sul cilindro, prima che la cinepresa inizi a ruotare, si può ascoltare la voce di un uomo che dice: "Are the rest of you ready? Go ahead!" ("Siete tutti pronti? Procedete!"); questo suono aggiuntivo fu incluso nella versione del film distribuita nei primi anni duemila; tuttavia, dato che il film non è ancora iniziato quando vengono pronunciate le parole, esse non possono essere considerate il primo dialogo sonoro su pellicola.
Una domanda che rimane senza risposta è come sia stata raggiunta la durata finale di poco più di 17 secondi. Secondo i rapporti curatoriali, le stampe da 35 mm hanno uno standard di 16 fotogrammi per piede di pellicola – 39 piedi (12 m) più 14 fotogrammi per un totale di 638 fotogrammi. Murch afferma che il film fu girato a 40 fps; Loughney invece a 46 fps. A 40 fps, 638 fotogrammi sarebbero durati 15,95 secondi, che dovrebbe essere la lunghezza massima del film restaurato, se tutti gli altri rapporti sono corretti; come nota Loughney, a 46 fps, il film sarebbe durato 13,86 secondi. Se quest'ultima cifra è corretta, mancano ben 9 secondi di pellicola da entrambe le stampe esistenti se l'intera scena fosse stata filmata. Sulla base delle proprie prove di diciotto film per kinetoscopio, lo studioso Gordon Hendricks sostenne che non sono mai stati girati film per kinetoscopio a 46 fps, rendendo la velocità di 40 fps riportata da Murch più probabile. Tuttavia esiste ancora una differenza di più di un secondo tra il potenziale tempo massimo di durata a quella velocità e la durata effettiva del film digitalizzato da Murch. La durata di 17 secondi corrisponde a una velocità media di circa 37,5 fps, una differenza significativa dal rapporto di Murch.